# 아르메니아-아제르바이잔 관계
아르메니아-아제르바이잔 관계(아르메니아어: Հայաստան-Ադրբեջան հարաբերություններ, 아제르바이잔어: Ermənistan-Azərbaycan münasibətləri)는 남캅카스 지역의 두 국가인 아르메니아와 아제르바이잔 간의 양자 관계를 의미한다.

## 상세
아르메니아인과 아제리인의 관계는 그 역사가 길다. 역사적인 측면에서는 아르메니아가 국가로서 존속한 기간이 휠씬 더 길다. 두 국가의 역사는 공유되는 부분이 많다. 역사에 존재했던 여러 지역 강국들이 이 지역을 점령하였기 때문이다. 대표적으로 로마 제국, 동로마 제국, 셀주크 제국, 오스만 제국, 페르시아 제국 등이 이곳을 다스렸다.
그러다가 러시아 제국으로부터 독립한 자캅카스 민주연방공화국 시절에는 조지아와 아르메니아, 그리고 아제르바이잔 모두가 합쳐진 연맹국으로 존재한 적도 있었다. 얼마 되지 않아 소련이 캅카스 지역을 합병한 이후 아르메니아 소비에트 사회주의 공화국과 아제르바이잔 소비에트 사회주의 공화국이 되어 소비에트 연맹 산하 이웃 국가로 지냈다. 이 당시 두 국가의 관계는 평화로웠다. 
두 국가의 관계가 악화된 이유는 나고르노카라바흐의 존재 때문이다. 소련은 아르메니아인들이 거주하고 있었던 나고르노카라바흐 지역을 아제르바이잔 소비에트 사회주의 공화국에 편입시킴으로서 나고르노카라바흐 분쟁의 씨앗을 남겼다. 소련의 붕괴 이후 아르메니아와 아제르바이잔이 모두 독립한 가운데, 나고르노카라바흐 지역에 대하여 두 국가는 문제를 해결하지 못하고 전쟁에 돌입한다. 제1차 나고르노카라바흐 전쟁에는 아르메니아가 우세한 가운데, 아제르바이잔을 패배시켰다. 그러나 제2차 나고르노카라바흐 전쟁에서는 튀르키예의 군사적 지원을 업은 아제르바이잔이 무인 항공기을 활용한 무인전에서 아르메니아를 격퇴하였다. 유럽 안보 협력 기구, 튀르키예 등이 중재에 나섰으나 문제를 근본적으로 해결하지 못했다.
이후 아제르바이잔은 아르차흐 공화국을 사실상 합병하였다. 아제르바이잔의 나흐츠반 자치공화국은 아제르바이잔과 육로로 연결되어 있지 않고, 아르메니아 옆에 붙어있는 월경지다.
두 국가는 유사하면서도 다르다. 아르메니아는 의원내각제에 기반한 민주주의 체제이나, 아제르바이잔은 공화제를 기반으로 하나 일함 알리예프가 장기 집권하는 독재화를 경험 중이다. 대외 관계에 있어서, 아르메니아는 친서방 성향 및 유럽 연합 가입을 신청하며, 튀르키예와 사이가 좋지 않지만, 아제르바이잔은 튀르크 문화 국제 기구 등 같은 튀르크족의 정체성을 공유하기에 사이가 우호적이다. 또한 아르메니아와 달리 아제르바이잔은 이란과 러시아와 우호적인 관계를 유지하고 있다.

## 같이 보기
- 아르메니아-아제르바이잔 국경 위기
- 나고르노카라바흐 분쟁